# Luo Jin
Luo Jin (chino simple: 罗晋, chino tradicional: 羅晉, pinyin: Luó Jìn), es un actor chino.

## Biografía
En el 2006 se graduó de la Academia de Cine de Pekín.
Desde el 2016 sale con la actriz china Tiffany Tang. En agosto del 2018 se anunció que la pareja se había comprometido y finalmente se casaron el 28 de octubre del mismo año en Viena, Austria. En septiembre del 2019 se anunció que estaban esperando a su primera hija juntos.

## Carrera
Es miembro de la agencia "Luo Jin Studio".  
En octubre del 2007 se unió al elenco de la película Fujian Blue (金碧辉煌), donde interpretó a A Long, un joven de la pandilla de Amerika (Zhu Xiaoping) que a diferencia de sus compañeros comete crímenes para ayudar a mantener a su familia.
En 2010 se unió al elenco principal de la película de origen mexicana-española Biutiful.
En marzo del mismo año se unió al elenco de la serie Beauty's Rival in Palace donde dio vida a Liu Ying, quien se convierte en el Emperador Hui de Han, y a Lord Douchang.
En mayo del mismo año se unió al elenco principal de la serie Three Kingdoms donde interpretó al Emperador Liu Xie de Han.
El 22 de julio del 2015 se unió al elenco principal de la serie Diamond Lover donde dio vida a Lei Yiming, un ginecólogo profesional de buen corazón, caballeroso y despreocupado, que es el mejor amigo de Mi Duo (Tiffany Tang) desde que eran jóvenes.
En el 2016 se unió al elenco recurrente de la serie Ice Fantasy donde interpretó a Shang Lie, el Príncipe Heredero de la Tribu de Hielo.
El 11 de noviembre del mismo año se unió al elenco de la serie The Princess Weiyoung donde dio vida a Tuoba Jun, Príncipe Gaoyang, el brillante, compasivo y agradable nieto favorito del Emperador e hijo del difunto Príncipe Heredero, que termina enamorándose de la Princesa Li Weiyoung (Tiffany Tang), hasta el final de la serie el 9 de diciembre del mismo año.
El 3 de agosto del 2017 se unió al elenco de la película Once Upon a Time donde interpretó a Zhe Yan, un amigo de Bai Qian (Liu Yifei).
El 14 de mayo del 2018 se unió al elenco principal de la serie The Way We Were donde dio vida al abogado Shu Che, el hijo del político Shu Wang (Wang Zhiwen), que termina involucrado en exponer las actividades criminales de su padre y se enamora de Xiao Qing (Tiffany Tang) una aspirante a convertirse en abogada que termina convirtiéndose en testigo, hasta el final de la serie el 10 de junio del mismo año.
Ese mismo año se unió al elenco principal de la serie My Story for You donde interpretó a Zhang Changgong, un hombre que trabaja como desarrollador en una empresa de informática que tiene un espíritu de nunca morir.
El 12 de noviembre del 2019 se unió al elenco principal de la serie Royal Nirvana (鹤唳华亭) donde dio vida al Rey Xiao Dingquan, hasta el final de la serie el 6 de enero del 2020. 
Ese mismo año,se unió a Investidura de los Dioses donde le dio vida a Yang Jian, un chico humano que nace con un  gran poder, el Ojo Oscuro del cielo
El 21 de febrero del 2020 se unió al elenco principal de la serie I Will Find Your A Better Home (también conocida como "Your Home Is My Business") donde interpreta a Xu Wenchang, hasta ahora.

## Filmografía

### Series de televisión
| Año             | Título                         | Personaje                       | Notas        |
| --------------- | ------------------------------ | ------------------------------- | ------------ |
| 2020 - presente | I Will Find Your A Better Home | Xu Wenchang                     |              |
| 2019 - 2020     | Royal Nirvana                  | Príncipe Heredero Xiao Dingquan | 60 episodios |
| 2019            | The Gods                       | Yang Jian                       | 65 episodios |
| 2019            | Behind The Scenes              | Chun Yuqiao                     | 46 episodios |
| 2018            | My Story for You               | Zhang Changgong                 | 48 episodios |
| 2018            | The Way We Were                | Shu Che                         | 50 episodios |
| 2018            | Love's Lies                    | Jin Yuan                        |              |
| 2016            | Ice Fantasy                    | Shang Lie                       |              |
| 2016            | The Princess Weiyoung          | Tuoba Jun                       | 54 episodios |
| 2016            | Six Doors                      | Sun Xin                         |              |
| 2015            | Narrow Road                    | Tang Yumian                     |              |
| 2015            | Robber                         | Ma Long                         |              |
| 2015            | Diamond Lover                  | Dr. Lei Yiming                  |              |
| 2015            | My Three Fathers               | Ning Wuyuan                     |              |
| 2014            | Cosmetology High               | Di Jiang                        |              |
| 2014            | 10 Rides of Red Army           | Gao Fuxing                      |              |
| 2014            | Good Wife 101                  | Tong Xiaoqi                     |              |
| 2014            | Me and My Amazing Grandma      | Gou Wa                          |              |
| 2014            | Lend Me Your Hands             | Yuan Kun                        |              |
| 2013            | Love's Discussion              | Yuan Ye                         |              |
| 2013            | Weaning                        | Wu Zhonglin                     |              |
| 2013            | Agent X                        | He Junfeng                      |              |
| 2012            | A Beauty in Troubled Times     | Chong Yang                      |              |
| 2012            | Beauties of the Emperor        | Hai Tian                        |              |
| 2012            | Little Cabbage Unique Case     | Lin Gongshu                     |              |
| 2012            | Mu Guiying Takes Command       | Yang Zongbao                    |              |
| 2011            | Hidden Intention               | Zhou Tianqi                     |              |
| 2011            | Beauty World                   | Ji Dapeng                       |              |
| 2011            | Far Away the Eagle             | Wu Haiwen                       |              |
| 2011            | A Cheng                        | A Cheng                         |              |
| 2011            | Marriage Code                  | Wang Yi                         |              |
| 2010            | Three Kingdoms                 | Emperador Liu Xie               |              |
| 2010            | Beauty's Rival in Palace       | Emperador Hui / Lord Douchang   |              |
| 2008            | Beautiful Southern             | Chen Qiming                     |              |
| 2008            | Forever Justice                | Yu Min                          |              |
| 2008            | Dream Heaven                   | Chen Zibu                       |              |
| 2008            | The Eyes of War                | Yuan Gao                        |              |
| 2003            | The Showroom Tales             | A Xing                          |              |

### Películas
| Año  | Título               | Personaje | Notas |
| ---- | -------------------- | --------- | --- |
| 2018 | Traces               | Wang Dong | |
| 2018 | Endless Summer       | Zhao Yan  | |
| 2017 | Once Upon a Time     | Zhe Yan   | junto a Liu Yifei, Yang Yang, Yan Yikuan, Li Chun y Chen Xingxu                                              |
| 2016 | Xuan Zang            | Li Chang  | junto a Huang Xiaoming, Kent Tong, Purba Rgyal, Tan Kai y Xu Zheng                                           |
| 2010 | Good Morning My Love | Wang Hai  | |
| 2010 | River on Air         | Lu Yang   | |
| 2010 | Biutiful             | Li Wei    | junto a Javier Bardem, Maricel Álvarez, Hanaa Bouchaib, Guillermo Estrella, Eduard Fernández y Cheikh Ndiaye |
| 2007 | Fujian Blue          | A Long    | junto a Zhu Xiaoping, Wang Ruiyin, Zhang Jianjie y Gao Qing                                                  |

### Programas de televisión
| Año  | Título                   | Notas    |
| ---- | ------------------------ | -------- |
| 2015 | Happy Camp               | invitado |
| 2015 | Run for Time: Season One | invitado |

### Revistas / sesiones fotográficas
| Año  | Título                | Notas                      |
| ---- | --------------------- | -------------------------- |
| 2020 | Vogue China           | (publicación de febrero)   |
| 2019 | Beyond Time and Space | junto a Li Yitong          |
| 2019 | LEON China            | (publicación de noviembre) |
| 2019 | OK! Men               | (publicación #98)          |

## Discografía

### Singles
| Año  | Canción                                      | Álbum                               | Notas                |
| ---- | -------------------------------------------- | ----------------------------------- | -------------------- |
| 2016 | "Heavenly Gift" (天賦)                       | OST de "The Princess Weiyoung"      | junto a Tiffany Tang |
| 2015 | ""If I Promise You" (如果我答应你)           | OST de "Diamond Lover"              |                      |
| 2014 | "Another Half" (另一半)                      | OST de "Good Wife 101"              |                      |
| 2013 | "Separation" (离合)                          | OST de "Agent X"                    |                      |
| 2012 | "Using a Lifetime to Reminisce" (用一生回憶) | OST de "A Beauty in Troubled Times" | junto a Tiffany Tang |
| 2012 | "Love Won't Regret" (爱不后悔)               | OST de "A Beauty in Troubled Times" |                      |
| 2011 | "This Season" (这个冬季)                     | -                                   |                      |

## Premios y nominaciones
| Año  | Categoría                             | Premio                                      | Series / Película        | Resultado |
| ---- | ------------------------------------- | ------------------------------------------- | ------------------------ | --------- |
| 2017 | Most Anticipated Actor                | 2nd China Quality Television Drama Ceremony | The Princess Weiyoung    | Ganó      |
| 2017 | Media's Most Noticed Actor            | 2nd China Quality Television Drama Ceremony | The Princess Weiyoung    | Ganó      |
| 2017 | Best Actor (Ancient Drama)            | 22nd Huading Award                          | The Princess Weiyoung    | Nominado  |
| 2016 | Most Popular Actor                    | 8th China TV Drama Award                    | The Princess Weiyoung    | Ganó      |
| 2016 | Best Supporting Actor                 | 8th Macau International Movie Festival      | Xuan Zang                | Nominado  |
| 2014 | Most Popular Actor                    | 5th China Student Television Festival       | Ten Rides of Red Army    | Ganó      |
| 2013 | Most Popular Actor (Mainland China)   | 5th China TV Drama Award                    | Agent X                  | Ganó      |
| 2012 | Most Popular Couple (junto a Miao Pu) | 3rd China TV Drama Award                    | Mu Guiying Takes Command | Ganaron   |
| 2011 | Acting Idol Award                     | 3rd China TV Drama Award                    | -                        | Ganó      |